# Gabriel Gmeiner

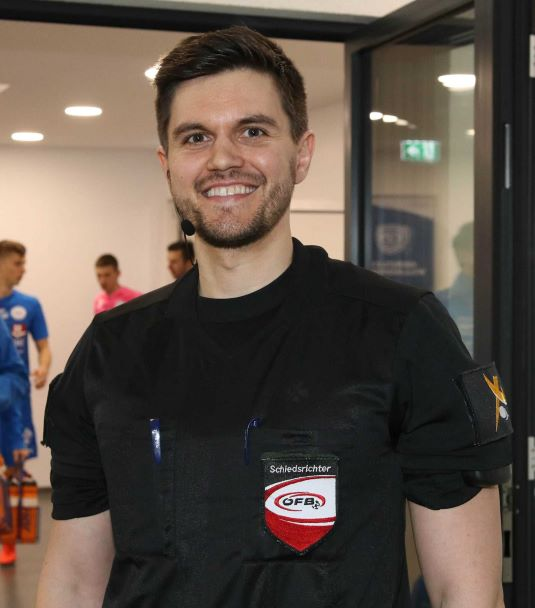
Gabriel Gmeiner 2021

Gabriel Gmeiner (* 8. Juli 1989 in Wien, Österreich) ist ein österreichischer Fußballschiedsrichter. Er ist seit dem 2. November 2005 als Spieloffizieller aktiv und gehört dem Niederösterreichischen Schiedsrichterkollegium an. Dort ist er ebenfalls als Referee Development Manager und im Bereich Marketing und Kommunikation tätig.

## Leben und Karriere
Gabriel Gmeiner wurde am 8. Juli 1989 in Wien geboren. Schon früh begeisterte er sich für den Fußball und spielte in seiner Jugend selbst, bevor er sich mit 16 Jahren für eine Laufbahn als Schiedsrichter entschied. Er absolvierte ein Bachelorstudium in Internationaler Betriebswirtschaft und einen Master in Management an der Wirtschaftsuniversität Wien. Neben Deutsch und Englisch spricht er auch Spanisch und Französisch.

## Schiedsrichterlaufbahn

### Anfänge
Gmeiner begann seine Schiedsrichterkarriere am 2. November 2005 als Mitglied der Schiedsrichtergruppe Wachau.

### Aufstieg in höhere Ligen
Im Jahr 2009 wurde Gabriel Gmeiner als Zukunftshoffnung in den Talente- und Sichtungskader des Niederösterreichischen Schiedsrichterkollegiums unter der Leitung von Thomas Steiner aufgenommen. In den folgenden Jahren war er in verschiedenen österreichischen Ligen im Einsatz und empfahl sich durch konstant starke Leistungen für höhere Aufgaben.

### Einsätze in der Bundesliga
Gabriel Gmeiner wurde 2019 in den österreichischen Elite-Bereich berufen und war seither als Schiedsrichter sowie als Vierter Offizieller bei mehr als 150 Profispielen im Einsatz. Sein Debüt gab er am 1. März 2019 beim Spiel SK Vorwärts Steyr gegen FC Liefering. Im Sommer 2025 schied Gmeiner nach sieben Jahren Tätigkeit und 78 Spielen in der Ersten Liga aus dem Profibereich aus.

## Besondere Spiele und Entscheidungen
- Admiral NÖ Meistercup Finale 2016[6]
- Ibercup Finale 2017 in Estoril, Portugal[7]
- Coca-Cola Cup Finale 2018[8]
- Finale der Sparkasse Schülerliga 2019[9]
- Meisterschaftsentscheidendes Spiel der 2. Liga 2023/24 zwischen First Vienna FC und SV Ried. Durch die Niederlage der SV Ried wurde der Grazer AK Meister und stieg in die Bundesliga auf.[10]
- Einsatz als 4. Offizieller beim 345. Wiener Derby am 13. April 2025 im Allianz Stadion, zwischen Rapid Wien und Austria Wien.[11]